# Glenn Surgeloose
Glenn Surgeloose (Gent, 4 september 1989) is een voormalig Belgisch zwemmer die gespecialiseerd is in de vrije slag. Surgeloose is Belgisch recordhouder op de 200 meter vrije slag. Hij vertegenwoordigde België op de drie Olympides: in Peking 2008, in Londen 2012 en Rio 2016.

## Zwemcarrière
Surgeloose nam in 2005 deel aan de Europese Jeugd Olympische dagen. Hij haalde er de finale op de 200 en 400 meter wisselslag, 400 meter vrije slag, 4x100 meter vrije slag en 4x100 meter wisselslag. In 2006 zwom hij zich op de Europese kampioenschappen voor de jeugd naar een twintigste plaats op de 50 meter vlinderslag en een twaalfde plaats op de 100 meter vlinderslag. In 2007 maakte hij zijn debuut bij de senioren door deel te nemen aan de Wereldkampioenschappen zwemmen 2007 in Melbourne. Surgeloose strandde er zowel op de 100 als de 200 meter vrije slag in de series. Datzelfde jaar nam hij deel aan de Europese kampioenschappen voor de jeugd en won er een bronzen medaille op de 200 meter vrije slag. 
In 2008 plaatste hij zich voor de Europese kampioenschappen in Eindhoven maar raakte zowel op de 200 meter als op de 4x200 meter niet verder dan de series. Later dat jaar nam hij deel aan de Olympische Spelen in Peking. Hij werd uitgeschakeld in de series van de 200 meter vrije slag. In 2009 nam hij deel aan de Wereldkampioenschappen zwemmen 2009 in Rome. Hij strandde op de 100, 200 en de 4x100 meter vrije slag in de series. 
In 2010 nam Surgeloose deel aan de Europese kampioenschappen zwemmen 2010 in Boedapest. Hij haalde er de finale van de 4x100m vrije slag en zwom de finale van de 200m vrije slag en brak daarbij het Belgische record.
Ook in 2012 nam Surgeloose opnieuw deel aan het Europees Kampioenschap, waar hij zich samen met de 4x200-ploeg plaatste voor de olympische spelen in Londen. Op datzelfde kampioenschap zwom hij de halve finale van de 200m vrije slag.
In Barcelona nam Surgeloose deel aan de wereldkampioenschappen zwemmen 2013. Samen met Dieter Dekoninck, Emmanuel Vanluchene en Pieter Timmers eindigde hij zevende in de finale van de 4x200 meter vrije slag.
In de jaren die volgen, zwemt hij zich naar drie medailles op Europese kampioenschappen. In 2015 eindigt hij derde op de individuele 200 meter vrije slag in klein bad. Zowel in 2014 (brons) en 2016 (zilver) staat hij samen met het estafetteteam van de 4x200m vrije slag op het podium op het EK langebaan. In 2016 pakte hij bovendien ook een bronzen medaille met de 4x100 meter vrije slag.   
Na de Olympische Zomerspelen 2016 kondigde Surgeloose zijn afscheid aan van het professioneel zwemmen. 
Surgeloose vormt een koppel met Sarah Wegria, tevens een voormalig professioneel zwemster. 

## Belangrijkste resultaten
| Jaar | Olympische Spelen                         | WK langebaan                                                                        | WK kortebaan                                                                                          | EK langebaan                                                                         | EK kortebaan                                                |
| ---- | ----------------------------------------- | ----------------------------------------------------------------------------------- | --- | ------------------------------------------------------------------------------------ | ----------------------------------------------------------- |
| 2007 |                                           | 69e 100m vrije slag 42e 200m vrije slag                                             | |                                                                                      | geen deelname                                               |
| 2008 | 30e 200m vrije slag                       |                                                                                     | geen deelname                                                                                         | 21e 200m vrije slag voorronde 4x200m vrije slag                                      | 40e 100m vrije slag 23e 200m vrije slag 20e 400m vrije slag |
| 2009 |                                           | 64e 100m vrije slag 47e 200m vrije slag 17e 4x100m vrije slag 14e 4x200m vrije slag | |                                                                                      | geen deelname                                               |
| 2010 |                                           |                                                                                     | geen deelname                                                                                         | 8e 200m vrije slag 8e 4x100m vrije slag                                              | 8e 200m vrije slag 15e 100m vlinderslag 6e 4x50m vrije slag |
| 2011 |                                           | 26e 200m vrije slag 13e 4x200m vrije slag                                           | |                                                                                      | geen deelname                                               |
| 2012 | 25e 200m vrije slag 12e 4x200m vrije slag |                                                                                     | geen deelname                                                                                         | 13e 200m vrije slag 4e 4x200m vrije slag                                             | 10e 100m vrije slag 7e 200m vrije slag                      |
| 2013 |                                           | 25e 200m vrije slag 7e 4x200m vrije slag 9e 4x100m vrije slag                       | |                                                                                      | 7e 200m vrije slag 23e 400m vrije slag                      |
| 2014 |                                           |                                                                                     | 23e 200m vrije slag 42e 400m vrije slag 4e 4x50m vrije slag 6e 4x100m vrije slag 5e 4x200m vrije slag | 35e 100m vrije slag · 15e 200m vrije slag · 5e 4x100m vrije slag · 4x200m vrije slag |                                                             |
| 2015 |                                           | 9e 4x100m vrije slag 6e 4x200m vrije slag                                           | |                                                                                      | 5e 100m vrije slag · 200m vrije slag ·                      |
| 2016 | 6e4x 100m vrije slag 8e 4x200m vrije slag |                                                                                     | geen deelname                                                                                         | 7e 100m vrije slag · 5e 200m vrije slag · 4x100m vrije slag · 4x200m vrije slag      |                                                             |

## Persoonlijke records
Bijgewerkt tot en met 6 november 2017

### Kortebaan
| Afstand          | Tijd       | Datum            | Plaats   |
| ---------------- | ---------- | ---------------- | -------- |
| 100 m vrije slag | 47,21      | 6 december 2015  | Netanya  |
| 200 m vrije slag | 1.42,94    | 3 december 2015  | Netanya  |
| 400 m vrije slag | BR 3.43,84 | 22 november 2012 | Chartres |

### Langebaan
| Afstand         | Tijd       | Datum       | Plaats |
| --------------- | ---------- | ----------- | ------ |
| 100m vrije slag | 48,64      | 19 mei 2016 | Londen |
| 200m vrije slag | BR 1.46,91 | 17 mei 2016 | Londen |